# Skogstorp (Falkenberg)
Skogstorp è un'area urbana della Svezia situata nel comune di Falkenberg, contea di Halland.
La popolazione rilevata nel censimento 2010 era di 2 124 abitanti .